# Aphis tormentillae
Aphis tormentillae är en insektsart som beskrevs av Giovanni Passerini 1879. Aphis tormentillae ingår i släktet Aphis och familjen långrörsbladlöss. Arten är reproducerande i Sverige. Inga underarter finns listade i Catalogue of Life.